# Julián Sánchez Carballo
Julián Sánchez Carballo (Huétor Vega, Granada, 5 de agosto de 1980) es un trompetista español de jazz.

## Biografía
Comenzó a estudiar en el campo de la música clásica, obteniendo el Título Profesional por el Real Conservatorio Superior de Música "Victoria Eugenia" de Granada, completando su estudios con solistas como Benjamín Moreno o Angel Serrano. Al mismo tiempo se fue formando de manera autodidacta en el terreno de la improvisación y el jazz. En 2002 se trasladó a Barcelona, donde comenzó a estudiar en la Escuela Superior de Música de Cataluña obteniendo el Título Superior de Jazz con profesores como el trompetista Matthew L. Simon, Lluís Vidal, Joan Díaz y Joan Monné entre otros.
En 2006 recibió una beca para el perfeccionamiento y ampliación en el estudio de Jazz y Música Moderna. Durante 2007 fue becado por la Generalidad de Cataluña para una estancia en Nueva York, ciudad a la que desde entonces ha viajado para perfeccionar con músicos como Joe Magnarelli, Laurie Frink, Ralph Alessi, M.P. Mossman, Tony Malaby, Ingrid Jensen y Avishai Cohen entre otros. En 2009 fue profesor de trompeta de Jazz y Música Moderna del Conservatorio Superior de Música del Liceo de Barcelona. Ganador del II Certamen Internacional de Solistas de Alcañiz (Teruel).
Ha actuado en festivales de jazz nacionales e internacionales como el Festival de Jazz de San Sebastián, North See Jazz Festival, Nice Jazz Festival, Vienna Jazz Festival, Festival de Jazz de Tarrassa, Voll-Damm Festival Internacional de Jazz de Barcelona, Festival de Jazz de Madrid, Jazz en la Costa (Granada), Jazz in Situ de Quito (Ecuador), Jazz Festival Warsaw (Polonia), y escenarios como el Carnegie Hall de Nueva York. Ha formado parte de proyectos con Chano Domínguez (“New Flamenco Sound”), el “Flamenco Big Band” de Perico Sambeat, “Nou Nonet” con Joan Monné, “Horacio Fumero Trío”, ”Juan Pablo Balcazar Quintet”, “IEP!”, “Sonora Big Band de Cádiz”, “Big Band de Tarrasa”, “Big Latin Band de Barcelona”, “Pedro Cortejosa Septet”, Sergio Pamies o “Bab” y "La Canalla" de Antonio Romera.
Ha tocado con artistas como Bruce Barth, Dave Santoro, Rudy Royston, Rubem Dantas, Miguel Poveda, Michael Thomas. Trabaja en sus propios proyectos “Sánchez & Galiana Dúo”, junto con el pianista Javier Galiana, con quien graba Aires Vol.1 (2009) y Aires Vol.2 (2011). Otros trabajos suyos son “Julian Sánchez Sextet”, “Sindicato Ornette” junto al saxofonista Ernesto Aurignac, y “Parkerland Nonet” presentado en colaboración con el saxofonista Perico Sambeat.
Ha grabado múltiples discos de ámbito nacional entre ellos “Las Coplas del querer” del cantaor Miguel Poveda, nominado por tercera vez al "Mejor álbum flamenco" en los Premios Grammy Latinos 2009 en septiembre de 2009 con el que consigue además un Disco de Oro por más de 30.000 copias vendidas en octubre de 2009. En 2010 es galardonado con tres Premios de la Música en su decimocuarta edición: "Mejor Álbum", "Mejor Álbum de Canción Española" y "Mejor Arreglista" para Joan Albert Amargós.

## Discografía propia y colaboraciones
- 1998 / Fila India: "Turistas" – Pussycats Records
- 1999 / Cecilia Ann: "Suenacuento" – Elefant Records
- 2000 / Cecilia Ann: "Romperosa" – Elefant Records
- 2001 / Air Control : "Lost Balance" – Autoreverse Discos
- 2002 / Ambulancia Irlandesa : "Badulaque Zoo" – Ámbar Producciones Discográficas
- 2003 / Lombarda : "Dalequetedale" – Ámbar Producciones Discográficas
- 2004 / Ambulancia Irlandesa: "Sonríe" – Ámbar Producciones Discográficas
- 2004 / Big Band Escuela Superior de Música de Cataluña: "Nuevas Músicas para Big Band Latino vol.1" – Factoría Autor
- 2005 / Ambulancia Irlandesa: "El Carnaval de los gatos" –Ámbar Producciones Discográficas
- 2005 / Sonora Big Band de Cádiz: "La Sonora por Cádiz" – Producciones Bujío
- 2005 / Joan Monné NOU NONET: "Joan Monné NOU NONET" – Produccions Contrabaix
- 2007 / Rafa Pons: "Mal te veo" – Batiendo Records
- 2008 / La Canalla: "Flores y Malas Hierbas" – Veo Veo Producciones // La Mar Sonora Producciones
- 2008 / Sánchez & Galiana Dúo: "Aires vol.1" – Nómada 57
- 2008 / Bab (Big Acoustic Band) con Dick Oatts: "Invisible Way" – Fresh Sound Records
- 2008 / Joan Chamorro: "Baritone Rhapsody, featuring Scott Robinson" – Fresh Sound Records
- 2008 / Dimitri Skidanov Sextet: "Tributo a Jimmy Blanton" – Swit Records
- 2009 / Pedro Cortejosa Septeto: "Trivio" – Surfonía
- 2009 / JpBalcázar Quintet: "Invocation" – Fresh Sound Records
- 2009 / Juliane Heinemann: "aren´t you glad to be here?" – jh001/SGAE
- 2009 / Aníbal Martínez Septet: "Move 7"- Nómada 57
- 2009 / Publio Delgado Jazz Ensemble: "Lord Jim Suite" – Quadrant Records
- 2010 / Miguel Poveda: "Las Coplas del querer" – Universal Music Spain /Discmedi
- 2010 / Parkerland Nonet: "Parkerland Nonet" – Sedajazz Records
- 2011 / Sánchez & Galiana Dúo con Cuarteto de cuerda Murillo: "Aires Vol.2" - Nómada 57
- 2011 / Sergio Pamies: "Borrachito" - Bebyne Records

## Página Web
- Web oficial de Julián Sánchez

- Datos: Q5956244